# Um Lobisomem na Amazônia
Um Lobisomem na Amazônia é filme de longa-metragem brasileiro de 2005, do gênero comédia de terror, dirigido por Ivan Cardoso, com roteiro é baseado no romance A Amazônia Misteriosa, de Gastão Cruls, por sua vez inspirado no romance The Island of Dr. Moreau, de H. G. Wells.

## Sinopse
O Dr. Moreau, geneticista e louco, vai para a Amazônia depois da destruição de sua ilha. Aplicando técnicas de manipulação genética próprias ou do nazista Dr.Mengele de quem roubou as anotações, ele cria diversos seres bizarros, inclusive mulheres guerreiras inspiradas na lenda das Amazonas. Enquanto isso um grupo de jovens turistas inicia uma jornada pela floresta até a área de Cerro Dourado, local de mortes misteriosas recentes. Os turistas desconfiam do guia, que substituiu o que eles haviam contratado, de última hora. Para lá também vão o delegado Barreto e o zoólogo estrangeiro Dr. Corman, a fim de investigarem os ataques.

## Elenco
- Paul Naschy.... dr. Moreau / Lobisomem
- Evandro Mesquita .... Jean Pierre (JP)
- Danielle Winits .... Natasha
- Toni Tornado .... delegado Barreto
- Nuno Leal Maia .... professor Scott Corman
- Pedro Neschling .... Bruno
- Karina Bacchi .... Samantha
- Bruno de Luca .... Raul
- Sidney Magal .... sacerdote inca
- Júlio Medaglia .... Hartman
- Joana Medeiros .... rainha Pentesiléia
- Orlando Drummond...Secretário de Segurança Pública
- Charles Paraventi .... Borges
- Djin Sganzerla .... Carol

## Produção
O filme é baseado no romance A Amazônia Misteriosa de Gastão Cruls, lançado em 1925, Cruls se inspirara em A Ilha do Dr. Moreau, de H. G. Wells, na adaptação feita por Rubens Francisco Lucchetti, o próprio Dr. Moreau participa da história. Contudo, segundo Luchetti, a história seria sobre o Dr. Zola, personagem do romance O Criador de Monstros, publicado em 1949, no formato de folhetim no jornal Diário da Manhã, de Ribeirão Preto, a primeira parte do romance foi lançada como A Maldição do Sangue de Lobo (1974) e adaptada como uma graphic novel ilustrada por Nico Rosso com o nome de O Filho de Satã (1970) publicada pela editora Taika, em 2016, essa primeira parte foi lançada como O Abominável Dr. Zola. Baseado em seu roteiro original de Um Lobisomem na Amazônia, Lucchetti publicou Mulheres-feras da Amazônia (2019, Editorial Corvo).
As filmagens foram no Rio de Janeiro: Floresta da Tijuca, Mansão das Horas, Restaurante Barão da Floresta e Estúdios do Pólo Rio Audiovisual. Sidney Magal que atua como o sacerdote inca, interpreta "Mistério da Floresta".